# Superman/Batman: Apokalipsa
Superman/Batman: Apokalipsa (ang. Superman/Batman: Apocalypse) - pochodzący z 2010 r. amerykański film animowany, wyreżyserowany przez Lauren Montgomery na podstawie tomu drugiego serii komiksowej Superman/Batman, zatytułowanego The Supergirl from Krypton.

## Fabuła
Akcja toczy się kilka tygodni po wydarzeniach, mających miejsce w filmie Superman/Batman: Wrogowie publiczni. W Gotham City rozbija się statek kosmiczny, którego pasażerka sieje postrach wśród mieszkańców, dopóki nie zostaje poskromiona przez Batmana.
Mroczny Rycerz zabiera dziewczynę do swojej jaskini, gdzie z pomocą Supermana ustala, że ma przed sobą Karę Zor-El - siostrzenicę jego ojca, Jor-Ela i biologiczną kuzynkę Kal-Ela. Superman, uradowany wieścią o posiadaniu rodziny, zabiera dziewczynę do Fortecy Samotności, gdzie uczy jej wszystkiego na temat Ziemian i ich kultury. Batman nie jest taki ufny, wietrząc w obecności Kary podstęp wrogów Człowieka ze Stali.
Ostatecznie dziewczyna trafia na Themyscirę, gdzie pod opieką Wonder Woman i innych Amazonek uczy się kontrolować swoje moce, równe tym posiadanym przez Supermana. Równocześnie zwraca na siebie uwagę mrocznego boga Darkseida, który, pragnąc uczynić z Kary zwierzchniczkę swojej straży przybocznej, porywa dziewczynę na Apokolips.
Superman, Batman i Wonder Woman, z pomocą Dużej Bardy (niegdyś zwierzchniczki straży przybocznej Darkseida, obecnie jego wroga) wyruszają na Apokolips.